# 강태경
강태경(2001년 7월 26일 ~ )은 KBO 리그 NC 다이노스의 투수이다. 그의 아버지는 전 KBO 리그 두산 베어스의 포수이자, 현 KBO 리그 NC 다이노스의 감독인 강인권이다.

## 아마추어 시절
고등학교 3학년이 때인 2019년에 대한야구협회장기 전국고교야구대회에서 배명고등학교의 우승에 기여하면서 최우수선수상을 수상했다. 2020년 KBO 리그 신인 드래프트에서 NC 다이노스에 2차 5라운드에 지명됐다.

## NC 다이노스시절
2020년에 입단했다. 그의 아버지인 강인권이 2020년에 수석코치로 부임하면서 같은 팀에서 활동하게 됐다.
2021년 8월 15일 한화 이글스와의 경기에 선발 등판하며 데뷔 첫 경기를 치렀고, 경기에서 6이닝 5피안타, 2실점, 3탈삼진으로 QS를 기록했다.

## 경력

### 수상
- 2019년 대한야구협회장기 전국고교야구대회 최우수 선수상

## 출신 학교
- 경남 양덕초등학교
- 잠신중학교
- 배명고등학교

## 통산 기록
| 연도 | 팀명  | 평균자책점 | 경기 | 완투 | 완봉 | 승 | 패 | 세 | 홀 | 승률 | 타자 | 이닝 | 피안타 | 피홈런 | 볼넷 | 사구 | 탈삼진 | 실점 | 자책점 |
| ---- | ----- | ---------- | ---- | ---- | ---- | -- | -- | -- | -- | ---- | ---- | ---- | ------ | ------ | ---- | ---- | ------ | ---- | ------ |
| 2021 | NC    | 5.68       | 3    | 0    | 0    | 0  | 1  | 0  | 0  | -    | 61   | 12⅔  | 13     | 2      | 10   | 2    | 10     | 8    | 8      |
| 통산 | 1시즌 | 5.68       | 3    | 0    | 0    | 0  | 1  | 0  | 0  | -    | 61   | 12⅔  | 13     | 2      | 10   | 2    | 10     | 8    | 8      |